# Saltos ornamentais no Campeonato Mundial de Esportes Aquáticos de 2022 - Trampolim 3 m individual feminino
A prova do trampolim 3 m individual feminino dos saltos ornamentais no Campeonato Mundial de Esportes Aquáticos de 2022 foi realizada nos dias 1 e 2 de julho, em Budapeste, na Hungria. 

## Calendário
Horário local (UTC+2).
| Fase              | Data       | Hora  |
| ----------------- | ---------- | ----- |
| Rodada preliminar | 1 de julho | 10:00 |
| Semifinal         | 1 de julho | 16:00 |
| Final             | 2 de julho | 19:00 |

## Medalhistas
| Ouro             | Prata            | Bronze           |
| Chen Yiwen (CHN) | Mia Vallée (CAN) | Chang Yani (CHN) |

## Resultados
| Pos.              | Saltadora            | Nacionalidade  | Preliminar | Preliminar | Semifinal     | Semifinal     | Final         | Final         |
| Pos.              | Saltadora            | Nacionalidade  | Pontos     | Pos.       | Pontos        | Pos.          | Pontos        | Pos.          |
| ----------------- | -------------------- | -------------- | ---------- | ---------- | ------------- | ------------- | ------------- | ------------- |
| Medalha de ouro   | Chen Yiwen           | China          | 357.95     | 1          | 356.45        | 1             | 366.90        | 1             |
| Medalha de prata  | Mia Vallée           | Canadá         | 304.95     | 4          | 300.45        | 4             | 329.00        | 2             |
| Medalha de bronze | Chang Yani           | China          | 341.25     | 2          | 345.80        | 2             | 325.85        | 3             |
| 4                 | Tina Punzel          | Alemanha       | 294.30     | 7          | 285.00        | 8             | 315.60        | 4             |
| 5                 | Sarah Bacon          | Estados Unidos | 324.60     | 3          | 294.60        | 7             | 314.25        | 5             |
| 6                 | Michelle Heimberg    | Suíça          | 292.85     | 8          | 277.80        | 11            | 301.95        | 6             |
| 7                 | Sayaka Mikami        | Japão          | 209.65     | 6          | 297.00        | 6             | 294.20        | 7             |
| 8                 | Grace Reid           | Reino Unido    | 254.00     | 18         | 272.00        | 12            | 292.90        | 8             |
| 9                 | Chiara Pellacani     | Itália         | 268.80     | 15         | 303.75        | 3             | 291.60        | 9             |
| 10                | Haruka Enomoto       | Japão          | 273.45     | 14         | 280.90        | 10            | 281.05        | 10            |
| 11                | Emilia Nilsson       | Suécia         | 292.80     | 9          | 283.55        | 9             | 265.20        | 11            |
| 12                | Lena Hentschel       | Alemanha       | 276.60     | 12         | 297.60        | 5             | 262.55        | 12            |
| 13                | Kristen Hayden       | Estados Unidos | 302.00     | 5          | 270.30        | 13            | Não avançaram | Não avançaram |
| 14                | Luana Lira           | Brasil         | 281.20     | 11         | 270.15        | 14            | Não avançaram | Não avançaram |
| 15                | Emma Gullstrand      | Suécia         | 267.30     | 16         | 266.30        | 15            | Não avançaram | Não avançaram |
| 16                | Kim Su-ji            | Coreia do Sul  | 273.75     | 13         | 257.05        | 16            | Não avançaram | Não avançaram |
| 17                | Arantxa Chávez       | México         | 282.60     | 10         | 255.35        | 17            | Não avançaram | Não avançaram |
| 18                | Maha Eissa           | Egito          | 255.30     | 17         | 230.20        | 18            | Não avançaram | Não avançaram |
| 19                | Madeline Coquoz      | Suíça          | 252.55     | 19         | Não avançaram | Não avançaram | Não avançaram | Não avançaram |
| 20                | Lauren Hallaselkä    | Finlândia      | 250.80     | 20         | Não avançaram | Não avançaram | Não avançaram | Não avançaram |
| 21                | Estilla Mosena       | Hungria        | 244.80     | 21         | Não avançaram | Não avançaram | Não avançaram | Não avançaram |
| 22                | Georgia Sheehan      | Austrália      | 241.70     | 22         | Não avançaram | Não avançaram | Não avançaram | Não avançaram |
| 23                | Clare Cryan          | Irlanda        | 238.75     | 23         | Não avançaram | Não avançaram | Não avançaram | Não avançaram |
| 24                | Viviana Uribe        | Colômbia       | 238.70     | 24         | Não avançaram | Não avançaram | Não avançaram | Não avançaram |
| 25                | Yasmin Harper        | Reino Unido    | 236.90     | 25         | Não avançaram | Não avançaram | Não avançaram | Não avançaram |
| 26                | Helle Tuxen          | Noruega        | 234.75     | 26         | Não avançaram | Não avançaram | Não avançaram | Não avançaram |
| 27                | Brittany O'Brien     | Austrália      | 233.70     | 27         | Não avançaram | Não avançaram | Não avançaram | Não avançaram |
| 28                | Daniela Zapata       | Colômbia       | 230.60     | 28         | Não avançaram | Não avançaram | Não avançaram | Não avançaram |
| 29                | Margo Erlam          | Canadá         | 224.00     | 29         | Não avançaram | Não avançaram | Não avançaram | Não avançaram |
| 30                | Anna Lucia Rodrigues | Brasil         | 219.70     | 30         | Não avançaram | Não avançaram | Não avançaram | Não avançaram |
| 31                | Gabriela Gutiérrez   | México         | 217.20     | 31         | Não avançaram | Não avançaram | Não avançaram | Não avançaram |
| 32                | Ana Ricci            | Peru           | 215.65     | 32         | Não avançaram | Não avançaram | Não avançaram | Não avançaram |
| 33                | Aleksandra Błażowska | Polónia        | 199.50     | 33         | Não avançaram | Não avançaram | Não avançaram | Não avançaram |
| 34                | Maggie Squire        | Nova Zelândia  | 197.80     | 34         | Não avançaram | Não avançaram | Não avançaram | Não avançaram |
| 35                | Elizabeth Miclau     | Porto Rico     | 187.15     | 35         | Não avançaram | Não avançaram | Não avançaram | Não avançaram |
| 36                | Ong Ker Ying         | Malásia        | 186.00     | 36         | Não avançaram | Não avançaram | Não avançaram | Não avançaram |
| 37                | Emma Veisz           | Hungria        | 179.95     | 37         | Não avançaram | Não avançaram | Não avançaram | Não avançaram |
| 38                | Gladies Haga         | Indonésia      | 165.45     | 38         | Não avançaram | Não avançaram | Não avançaram | Não avançaram |